# Volodymyr Kogut
Volodymyr Kogut, né le 28 juillet 1984, est un coureur cycliste ukrainien. Il participe à des compétitions sur route et sur piste,. 

## Biographie
En 2013, il représente l'Ukraine lors des championnats du monde sur piste à Minsk.

## Palmarès sur route

### Par année
- 2014
  - 3e du championnat d'Ukraine du contre-la-montre

### Classements mondiaux
| Année         | 2014 |
| ------------- | ---- |
| UCI Asia Tour | 218e |

## Palmarès sur piste

### Championnats du monde
- Minsk 2013
  - 14e de la poursuite par équipes
  - 15e de l'omnium

### Championnats nationaux
- 2015
  - 2e du championnat d'Ukraine de poursuite par équipes
- 2016
  -  Champion d'Ukraine de poursuite par équipes[n 1]
  - 3e du championnat d'Ukraine de l'omnium